# Karl Petritz
Karl Petritz (* 12. November 1941 in Feldkirchen in Kärnten) ist ein österreichischer Politiker (ÖVP).

## Leben
Karl Petritz, der in Waiern, einer Katastralgemeinde von Feldkirchen, geboren wurde, erlernte nach dem Besuch der Pflichtschulen von 1954 bis 1957 den Beruf des Werkzeug- und Maschinenbauers. Danach war er, unterbrochen durch seinen Präsenzdienst, bis 1964 in diesem Beruf tätig. Nach einem Seminar an einer Bundesfinanzschule in Wien fand Petritz Arbeit beim Finanzamt in Klagenfurt am Wörthersee. 1973 holte er über den zweiten Bildungsweg an einer Handelsakademie die Matura nach.

## Politik
Seine politische Karriere begann 1969, als er zum Ortsparteivorsitzenden der Österreichischen Volkspartei in der Gemeinde Steuerberg gewählt wurde. Seit 1985 ist er der Bürgermeister in Steuerberg. 1993 bis 2005 war er Bezirksparteivorsitzender des Seniorenbundes im Bezirk Feldkirchen. Von 2005 bis 2013 leitete Petritz den Seniorenbund von Kärnten.
Von 2009 bis 2013 war Petritz für die ÖVP Mitglied im Bundesrat.
Nach einem Wahlskandal im Juli 2013 wurde er von Andreas Khol aus dem Österreichischen Seniorenbund ausgeschlossen und im Dezember 2013 endgültig als Obmann des Seniorenbundes Kärntens abgewählt. Sein Nachfolger wurde Carsten Johannssen. Petritz klagte gegen diese Wahl, verlor aber im August 2014 diese Klage.